# Distrikt (Schweden)

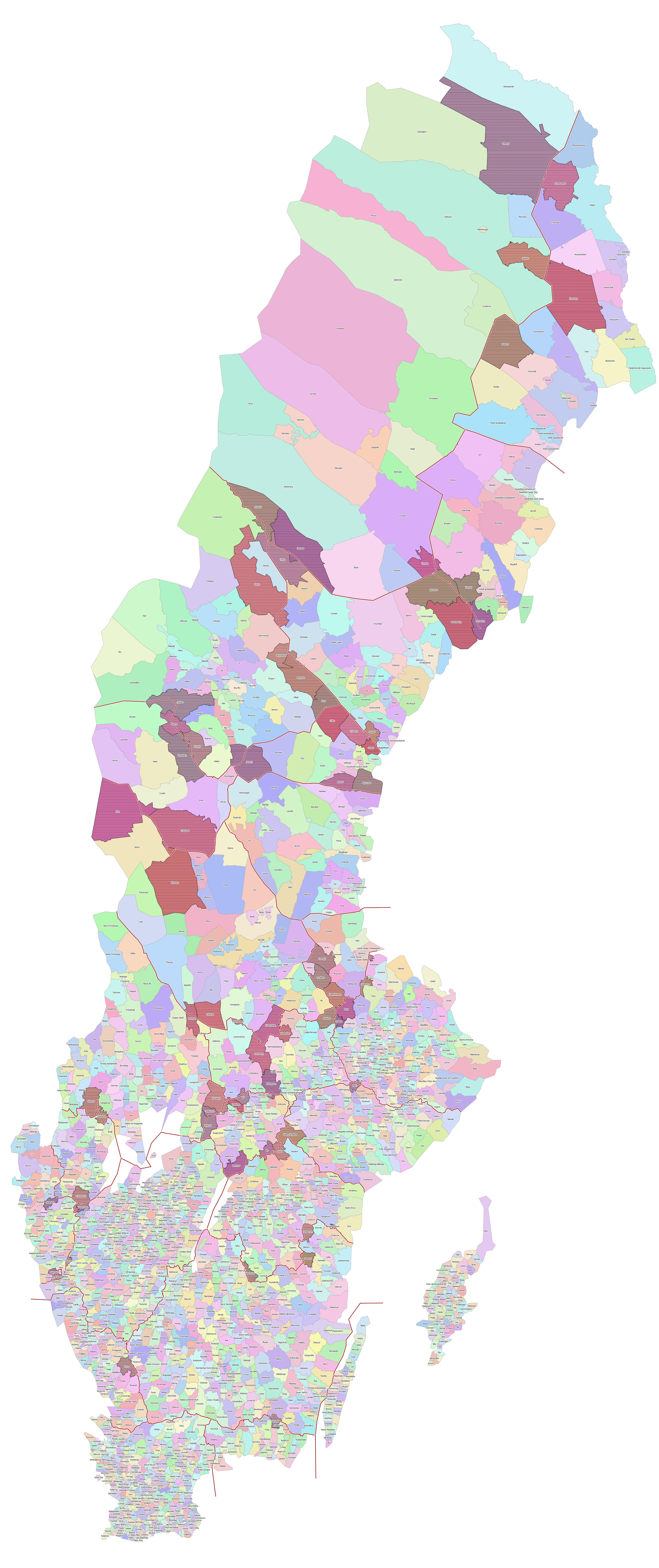
Die 2523 Distrikte Schwedens

Der Distrikt ist seit dem 1. Januar 2016 ein Begriff in der schwedischen sogenannten „folkbokföring“ und die kleinste geographische Verwaltungseinheit, auf deren Basis von der schwedischen Statistikbehörde, dem Statistiska centralbyrån, jährliche Volkszählungen durchgeführt werden. Deshalb wurden alle in Schweden „volksbuchgeführten“ (folkbokförda) Personen sowohl in der politischen Gemeinde (kommun) als auch im Distrikt registriert.
Die Einteilung Schwedens in statistische Distrikte entspricht der Einteilung in die 2523 församlingar (im Sinne der Volksbuchführung) der Schwedischen Kirche am 31. Dezember 1999. Die Zugehörigkeit zu einer statistischen församling war unabhängig von einer Mitgliedschaft in der Schwedischen Kirche.